# نفيع (النادرة)

تعديل مصدري - تعديل

نفيع هي إحدى قرى عزلة الفجرة بمديرية النادرة التابعة لمحافظة إب، بلغ تعداد سكانها 626 نسمة حسب تعداد اليمن لعام 2004.